# Francesco Facchinetti
Francesco Andrea Facchinetti (Milano, 2 maggio 1980) è un conduttore televisivo, cantante e disc jockey italiano.

## Biografia
È figlio del tastierista e cantante dei Pooh Camillo "Roby" Facchinetti e di Rosaria Longoni. Ha quattro fratellastri da parte del padre: la stilista Alessandra (1972), Valentina (1977), Roberto (1987) e Giulia (1991). Francesco è vissuto a Mariano Comense, un paese della Brianza comasca, dove risiedeva stabilmente la madre.
Come ha raccontato nel suo romanzo autobiografico Quello che non ti aspetti, Francesco fin dall'età di tre anni convive con la dislessia e con le difficoltà nella lettura e nella scrittura che tale disturbo comporta. Come ha ricordato lui stesso, «a quell'epoca non si sapeva come muoversi, quali terapie fare».
La madre nel Natale del 1989 decide di abbandonare la famiglia per trasferirsi in pianta stabile presso una comune cattolica di Fratel Ettore, a Seveso, luogo in cui ritirarsi in preghiera e assistere i malati, i tossicodipendenti e i disagiati della stazione di Milano Centrale. Francesco, che ha un carattere turbolento tale da farlo soprannominare Attila, viene espulso da alcune scuole, frequenta il movimento di Comunione e Liberazione e il movimento punk, e a 13 anni è catechista.
In seguito frequenta il liceo classico, ripetendo il primo anno. Nel frattempo, all'età di 15 anni, inizia la carriera come deejay sulle frequenze di Radio Cantù, per poi passare a condurre programmi musicali in altre radio private. Abbandonati gli studi classici, tenta di diplomarsi da privatista al liceo scientifico.
A Milano ottiene un lavoro da PR e autista per la discoteca Hollywood, e una volta ha l'occasione di accompagnare l'attore Jim Carrey, che lo vuole con sé per le altre tappe del suo tour promozionale europeo. Dopo tre tentativi al liceo scientifico, riesce a diplomarsi geometra.

## Carriera

### Cantante

#### 2003-2006: DJ Francesco
Claudio Cecchetto, con gli autori Davide Primiceri e Alberto Rapetti, lo lancia come cantante. Ascoltando la sigla di un programma, i tre chiedono a Francesco di trasformarla in una canzone e nasce La canzone del capitano, primo singolo di DJ Francesco che diventa il tormentone dell'estate 2003 ed è premiato con il doppio disco di diamante ed è a oggi il singolo più venduto del XXI secolo in Italia. Con il secondo singolo Salta, DJ Francesco viene nominato agli Italian Music Awards 2003 come "rivelazione dell'anno".
Nel 2004 partecipa al Festival di Sanremo, condotto da Simona Ventura, con Era bellissimo. Dopo il Festival esce il suo primo disco, Bella di padella (doppio disco di platino).
Per San Valentino 2004 viene pubblicato il singolo Ti adoro, in cui Francesco duetta con il tenore Luciano Pavarotti. Durante l'estate il tour di DJ Francesco in giro per l'Italia raggiunge 60 date.
Nel settembre 2004 DJ Francesco partecipa al reality show L'isola dei famosi, classificandosi al quarto posto, venendo eliminato in semifinale con il 71% dei voti e rimanendo sull'isola per più di 2 mesi. In questo reality conosce la modella Aída Yéspica con cui ha una relazione. Conclusa l'Isola dei famosi, DJ Francesco doppia il giovane robot Rodney, protagonista del film d'animazione della 20th Century Fox Robots. Il cantante firma anche la colonna sonora della versione italiana del film con la canzone Ridere ridere.
Torna a Sanremo nel 2005 con Francesca assieme a una band formata apposta per l'occasione da Emiliano e Matteo Bassi (DJ Francesco Band). Nell'aprile di quell'anno esce il secondo album Il mondo di Francesca (disco di platino). Successivamente conduce, in coppia col comico Leo Gullotta, due puntate di Striscia la notizia su Canale 5.
In quell'anno la canzone di DJ Francesco Dinamo diventa la sigla della seconda edizione di Campioni, il sogno, il reality show sul calcio di Italia 1. Dal settembre al dicembre 2005 DJ Francesco viaggia in America (New York, Miami e Los Angeles) per fare esperienza. Presta la voce alle musiche di Peter Pan, un musical interpretato sul ghiaccio dagli "Holiday on Ice". In seguito ritorna a trasmettere su RTL 102.5: prima conduce con Manuela Boldi il programma Generazione 102.5 (sulla RTL 102.5 TV) e poi dal settembre 2006 affianca Roberto Uggeri dal lunedì al giovedì nel programma radiofonico Protagonisti.
Nel maggio 2006 il cantante lascia il suo produttore Claudio Cecchetto, cambia nome (decide di farsi chiamare semplicemente Francesco) ed esce con una nuova canzone, Non cado più (disco d'oro). Il video della canzone, diretto da Paolo Doppieri, è girato in una villa nel veronese. Francesco partecipa in coppia con suo padre Roby al Festival di Sanremo 2007 con il brano Vivere normale e si piazza all'ottavo posto. In seguito al Festival esce l'album Vivere normale (disco di platino) che, oltre alla canzone sanremese, contiene anche Non cado più.

#### Altre esperienze
Nel 2012, lo showman crea un trio dance, We Are Presidents (WAP), assieme a Paolo Paone (Paul), cantante e polistrumentista che ha un passato nei 2UE (nel 2007 avevano realizzato una cover in italiano di Sound of Silence di Simon and Garfunkel intitolata La tua immagine), e Manuel Bella, dj e produttore che lavora in radio a RTL 102.5. In questo progetto si fa chiamare Oz. Dopo la pubblicazione del loro primo singolo Hello World a novembre 2012. il trio italiano torna nel 2013 con Il mondo è qui. I WAP hanno ottenuto la residenza mensile al Bolgia Club nelle serate Futurama dove si esibiscono al fianco di star della scena dance ed elettronica come Zedd, Congorock e Martin Solveig. Il gruppo ha inoltre suonato al Reload Music Festival di Torino.
Nel 2014 incide, dopo sette anni di assenza, il suo nuovo singolo Conta, che entra a far parte della colonna sonora della serie TV di Rai 1 Braccialetti rossi, usata anche come sigla dell'omonima serie. Nel dicembre del 2014 è stato annunciato che, a partire dal 2015, Francesco Facchinetti con suo padre Roby avrebbero preso il posto di Raffaella Carrà come coach della terza edizione del talent show The Voice of Italy, in cui furono affiancati da Piero Pelù, J-Ax e Noemi.
Nel 2015 incide, insieme a vari artisti facenti parte della colonna sonora di Braccialetti rossi, il singolo L'inizio del mondo, canzone che verrà usata come sigla della seconda stagione dell'omonima serie.
Quello stesso anno pubblica il suo secondo romanzo, La tana del Bianconiglio, edito da Mondadori, un giallo ambientato a Milano ambientato quasi interamente a Parco Sempione.
Nel 2016 appare nel film I babysitter nei panni del vice ispettore Ermanno.
Nel 2020 è investigatore nella prima edizione del programma Il cantante mascherato, su Rai 1. Sarà confermato nel suo ruolo anche per la seconda (2021), terza (2022) e quarta (2023) edizione.
Nel 2021 torna sulle scene musicali con 10 agosto, canzone scritta da lui stesso per celebrare i 50 anni dalla nascita del Nesquik.

### Conduttore
Nell'estate 2007 presenta il Venice Music Awards in coppia con Gaia De Laurentiis e andato in onda su Rai 2 in prima serata.
Nell'autunno 2007 è l'inviato in Honduras del reality L'isola dei famosi di cui era già stato concorrente nell'edizione del 2004. Nel 2008 vince l'Oscar TV come rivelazione dell'anno.
Dal 3 marzo 2008 conduce il programma X Factor, mentre da ottobre conduce l'edizione del sabato di Scalo 76 in collaborazione con Mara Maionchi, già giudice di gara a X Factor.
Dal 2008 ha condotto su RTL 102.5, insieme a Nicoletta De Ponti, il programma radiofonico Password, in onda dal lunedì al venerdì dalle ore 17:00 alle ore 19:00. Il 7 ottobre pubblica l'autobiografia Quello che non ti aspetti, scritta in collaborazione con Domenico Liggeri e presentata il 17 ottobre in piazza Duomo a Milano assieme a Roby e alcuni fratelli. Nel 2009 viene riconfermato alla conduzione della seconda edizione di X Factor e allo spin-off del talent show Il Processo a X Factor.
Nel settembre 2009 inizia la terza edizione di X Factor, condotta per la terza volta da Francesco assieme a Il Processo a X Factor.
Il 12 gennaio 2010 conduce il programma Il più grande (italiano di tutti i tempi).
Sempre nel 2010 gli viene assegnato il primo "premio SanremoLab - Mike Bongiorno", istituito in ricordo del conduttore. Nello stesso anno è testimonial dei mondiali di calcio per RTL 102.5.
Da settembre conduce la quarta edizione di X Factor e il talk show pomeridiano giornaliero Extra Factor, sostituto del Day Time delle precedenti edizioni.
Da aprile conduce insieme a Belén Rodríguez Ciak... si canta! su Rai 1. Il 7 luglio 2011 conduce su Rai 2 il programma pilota 101 modi di perdere un gameshow. Dal 26 settembre conduce con Pippo Pelo I Corrieri della Sera su Radio Kiss Kiss e vince il premio come Miglior Programma Radiofonico 2011-12. Nello stesso anno vincono anche i Radio Music Awards tenutisi a Zurigo, ripetendosi l'anno successivo. Dal 29 settembre ha condotto su Rai 2 il programma Star Academy che sostituisce X Factor passato su Sky Uno.
Nel gennaio 2013 conduce Rai Boh e nello stesso anno vince ancora il premio come "Miglior Programma Radiofonico 2012/13" sempre con I Corrieri della Sera, vincendolo anche nel 2014.
Nel 2015 insieme al padre Roby è coach, per la prima volta, di The Voice of Italy su Rai 2 e vince il programma portando alla vittoria Fabio Curto.
Il 10 settembre 2016 ha condotto la finale di Miss Italia, a Jesolo, in diretta su LA7 e LA7d Pochi giorni dopo, rivela che avrebbe dovuto alla quinta edizione di Pechino Express con Roby, che però ha rifiutato.
Nel 2017 ha condotto la seconda edizione di Eccezionale Veramente su La7. Nello stesso anno, il 9 settembre ha condotto anche la finale di Miss Italia, a Jesolo, sempre in diretta su LA7 e LA7d. Conduce inoltre, insieme a Bianca Balti, lo show Ultimate Beastmaster di Netflix.
Il 19 aprile 2020 va per la prima volta in onda, su Real Time, la prima puntata del reality show che racconta la sua vita e quella della famiglia, intitolata The Facchinettis.

### Imprenditore
È socio e fondatore di diverse società: Goonies, BitSugar e NewCo. Al 2015 aveva quote in 20 società sparse per il mondo e un patrimonio stimato di 50 milioni di euro.

#### Stonex One
Nel 2014, Facchinetti (in società con Davide Erba) lancia lo Stonex One (rebrand dello smartphone AMOI I769C), un telefono mobile reclamizzato come "la rivoluzione del futuro, e lo smartphone che doveva surclassare Apple e Samsung". La particolarità cavalcata da questa “rivoluzione” era il made in Italy, ovvero l'essere uno smartphone italiano, ad un prezzo concorrenziale, praticamente imbattibile. Tuttavia, dopo ripetuti annunci e rinvii, all'immissione nel mercato del prodotto, lo stesso fu accolto da una moltitudine di recensioni negative riguardanti svariati problemi, soprattutto a carico della fotocamera e dell’autonomia. Le critiche furono giustificate con il fatto che il telefono era ancora un prodotto “beta“, e che quindi alcuni problemi erano inevitabili. Dopo essere finito in vendita su Aliexpress sotto marchio SANTIN (gli smartphone invenduti furono ceduti ad un’azienda cinese che a sua volta li marchiò con il proprio nome), lo smartphone è comparso infine su AWOK, uno dei più grandi negozi online degli Emirati Arabi Uniti, con sede a Dubai.

### Talent scout e agente
Ha scoperto, grazie alla sua agenzia di management, diversi personaggi del web nel mondo dello spettacolo e della televisione, tra cui Frank Matano, Selvaggia Lucarelli, Giulia Valentina, Emis Killa, Riccardo Marcuzzo, Michael Righini, Chiara Biasi, Tess Masazza, Mariasole Pollio, iPantellas, Giulia De Lellis, Nesli, Irama, Iris Ferrari, Elettra Lamborghini, Fasma, Rocco Hunt, The Kolors, Fedez, Mr. Rain, e tanti altri.
Oltre ad essere diventato quindi agente di diversi cantanti (come i Modà)  e personaggi della televisione, nel 2023 diventa agente FIFA  curando già l’immagine dei calciatori Sergej Milinkovic Savic, Sandro Tonali e poi la procura di Cesare Casadei per poi prendere parte come intermediario al trasferimento di Conor Gallagher dal Chelsea all’Atletico Madrid.

## Vita privata
Nel 2011 nasce la sua prima figlia, avuta con la conduttrice televisiva Alessia Marcuzzi. Nel 2014 e nel 2016 nascono i figli avuti con Wilma Helena Faissol, con cui si è sposato nel 2014 con rito civile a Mariano Comense.

## Discografia
Album in studio
- 2004 - Bella di padella
- 2005 - Il mondo di Francesca
- 2007 - Vivere normale

Singoli
- 2003 - La canzone del capitano
- 2003 - Salta
- 2004 - Ti adoro (con Luciano Pavarotti)
- 2004 - La mia polka
- 2004 - Festa
- 2004 - Era bellissimo
- 2005 - Francesca
- 2005 - Ridere ridere
- 2005 - Il panettiere
- 2006 - Non cado più
- 2007 - Vivere normale (con Roby Facchinetti)
- 2007 - Amante e regina
- 2007 - Superman
- 2012 - Hello World (con We Are Presidents)
- 2013 - Il mondo è qui (con We Are Presidents)
- 2014 - Mi ricordo di te (con We Are Presidents)
- 2014 - Conta
- 2015 - L'inizio del mondo
- 2021 - 10 agosto

## Televisione
- CD: Live (Rai 2, 2004)
- L'isola dei famosi (Rai 2, 2004) – concorrente
- Striscia la notizia (Canale 5, 2005)
- L'isola dei famosi (Rai 2, 2007) – inviato
- Venice Music Awards (Rai 2, 2007)
- Quelli che il calcio (Rai 2, 2007-2009) – inviato
- X Factor (Rai 2, 2008-2010; Rai 1, 2009)
- Scalo 76 (Rai 2, 2008-2009)
- Nickelodeon Kids' Choice Awards (Nickelodeon, 2008)
- Il più grande (italiano di tutti i tempi) (Rai 2, 2010)
- Ciak... si canta! (Rai 1, 2011)
- 101 modi di perdere un gameshow (Rai 2, 2011)
- Star Academy (Rai 2, 2011)
- Ti lascio una canzone (Rai 1, 2011) – giudice
- Rai Boh (Rai 2, 2013)
- Techetechete' (Rai 1, 2015) – puntata 47
- The Voice of Italy (Rai 2, 2015) – coach
- Miss Italia (LA7, 2016-2018)
- Gazzetta Sports Awards (LA7, 2016)
- Eccezionale veramente (LA7, 2017)
- 50 modi per far fuori papà (Rai 2, 2017)
- Sarà Sanremo (Rai 1, 2017) – giudice
- Ti regalo una storia (La 5, 2017-2018)
- Vieni da me (Rai 1, 2019-2020) – inviato
- La vacanza perfetta (Nove, 2019)
- Il cantante mascherato  (Rai 1,  2020-2023) – giudice
- The Facchinettis (Real Time, 2020)
- Name That Tune - Indovina la canzone (TV8, 2022) – concorrente
- Non sono una signora (Rai 2, 2023) – concorrente
- L'acchiappatalenti (Rai 1,  2024) - giudice
- San Marino Song Contest 2025 (SMRTV, 2025)

## Web
- Ultimate beastmaster (Netflix, dal 2017)

## Filmografia

### Cinema
- Belli di papà, regia di Guido Chiesa (2015)
- I babysitter, regia di Giovanni Bognetti (2016)
- Amici come prima, regia di Christian De Sica (2018)

### Televisione
- L'ispettore Coliandro – serie TV, episodio 3x02 (2009)
- People from Cecchetto, regia di Emanuele Imbucci – documentario (2023)
- Pooh - Un attimo ancora, regia di Nicola Conversa - Film TV (2023)

### Videoclip
- Vampiri di Emis Killa (2013)

## Doppiaggio

### Film d'animazione
- Rodney Copperbottom in Robots (2005)
- C.P. in Hop
- Narratore in Il trenino Thomas - Sodor e il tesoro dei pirati
- Steve in Wonder Park

### Serie animate
- Narratore in Il trenino Thomas (Stagione 18, primi episodi della Stagione 19)

## Radio
- L'abusivo (Radio HitCannel, 2002)
- Dj Francesco (Radio HitCannel, 2003)
- RTL 102.5 (2005)
- Protagonisti (RTL 102.5, 2005-2008)
- Password (RTL 102.5, 2008-2011)
- Corrieri della sera (Radio Kiss Kiss, 2011-2016)
- Generazione C (Radio Kiss Kiss, 2016)
- 105 Kaos (Radio 105, dal 2021)